# Chiefs de Sainte-Thérèse
Les Chiefs de Sainte-Thérèse sont une équipe de hockey sur glace ayant évolué dans la Ligue de hockey semi-professionnelle du Québec de 1997 à 1998.

## Historique
L'équipe fut créée en 1997 après le déménagement des Gladiateurs de ville des Laurentides et s'établit à Sainte-Thérèse pour la saison 1997-1998 avant d'être relocalisée pour devenir les Chiefs de Laval la saison suivante.

## Statistiques
| Saison  | PJ | V  | D  | N | BP  | BC  | Pts | Classement                | Séries éliminatoires |
| ------- | -- | -- | -- | - | --- | --- | --- | ------------------------- | -------------------- |
| 1997-98 | 38 | 14 | 18 | 6 | 175 | 194 | 34  | 3e place, Division LHSPQO | non qualifiés        |